# Rova Saxophone Quartet
Rova Saxophone Quartet is een Amerikaans saxofoonkwartet uit Californië.

## Bezetting
- Jon Raskin[5]
- Larry Ochs[6]
- Steve Adams[7]
- Bruce Ackley[8]
- Andrew Voigt[9] (oprichter)

## Geschiedenis
De band werd in 1977 geformeerd voor een festival van het Mills College in Oakland en telde jarenlang als geheime tip onder de aanhangers van geïmproviseerde muziek. In de loop van de jaren bouwde de band de bekwaamheid van een collectieve improvisatie uit. Daarbij staat de versmelting en harmonisering van compositie en improvisatie centraal.
In de vervolgens overheersende, door de leden van het kwartet geschreven werken, laat het kwartet zich inspireren door talrijke componisten van de nieuwe muziek (Charles Ives, Olivier Messiaen, Iannis Xenakis, Morton Feldman, Krzysztof Penderecki, Edgard Varèse, John Cage), maar ook van jazzmuzikanten (John Coltrane, Ornette Coleman en Thelonious Monk). Door samenwerking met belangrijke componisten en artiesten als Anthony Braxton, Terry Riley, Alvin Curran, John Zorn, Steve Lacy, Andrea Centazzo, Lindsay Cooper, Richard Teitelbaum, Pauline Oliveros, Liz Allbee en het Kronos Quartet verruimde het kwartet zijn materiaalbasis. In het bijzonder de ontwikkeling van het voor het kwartet geschreven Chanting the Light of Foresight van Riley vereiste een nieuwe, gematigde levendigheid van de saxofoons verwerkende, gericht microtonale speelwijze van de vier saxofonisten. Uiteindelijk heeft het kwartet een specifieke bijdrage geleverd met de aanpassing van de muziek van de 20e eeuw en tot de ontwikkeling van de Amerikaanse geïmproviseerde muziek.
Mede-oprichter Andrew Voigt scheidde zich in augustus 1988 af en werd vervangen door Steve Adams. Het kwartet heeft talrijke platen en cd's afgeleverd en is sinds meer dan twintig jaar ook wereldwijd te horen tijdens tournees.

## Discografie
- 1978: Cinema Rovaté (Metalanguage)
- 1979: The Bay (Ictus)
- 1979: The Removal of Secrecy (Metalanguage)
- 1979: Daredevils (Metalanguage)
- 1980: This, This, This, This (Moers)
- 1981: As Was (Metalanguage)
- 1985: Saxophone Diplomacy (Hathut)
- 1984: Favorite Street (Black Saint)
- 1986: The Crowd (Hathut)
- 1987: Beat Kennel (Black Saint)
- 1989: The Aggregate (Sound Aspects)
- 1990: Long on Logic (Sound Aspects)

- 1990: Electric Rags II (New Albion)
- 1991: This Time We Are Both
- 1993: From the Bureau of Both (Black Saint)
- 1995: The Works Vol. 1 (Black Saint)
- 1996: The Works Vol. 2 (Black Saint)
- 1996: John Coltrane’s Ascension (Black Saint)
- 1996: Ptow!! (Victo)
- 1998: Bingo (Victo)
- 1998: Morphological Echo (Rastascan)
- 1999: The Works Vol. 3 (Black Saint)
- 1999: Freedom in Fragments

- 2002: Resistance (Victo)
- 2005: Electric Ascension (Atavistic)
- 2006: Totally Spinning (Black Saint)
- 2006: The Mirror World (Metalanguage)
- 2007: Juke Box Suite (Not Two)
- 2010: Planetary (Solyd)
- 2011: The Celestial Septet (New World) met The Nels Cline Singers
- 2011: The Receiving Surfaces (Metalanguage; beperkte editie lp als saxofoonkwintet met John Zorn)
- 2012: A Short History (Jazzwerkstatt)
- 2016: Rova Channeling Coltrane Electric Ascension
- 2017: Steve Lacy's Saxophone Special Revisited (Clean Feed)